# La Terre de la bombe
La Terre de la bombe est une série française de bande dessinée de science-fiction. Écrite par René Durand et dessinée par Georges Ramaïoli, elle est lancée en 1974 dans Le Canard sauvage, puis reprise dans Circus jusqu'en 1986. Glénat a publié cinq albums entre 1979 et 1986.
Cette œuvre de science-fiction post-apocalyptique met en scène les pérégrinations agitées de Boixas et Coderc sur une Terre dévastée.

## Publications

### Périodiques
- La Terre de la bombe, dans Le Canard sauvage nos 6-7, 1974-1975
- La Terre de la bombe, dans Circus[2] :

1. La Terre de la bombe, 1979
2. Des mutants dans l’étang, 1980-81
3. Les Sortilèges de Perp, 1982
4. Les Cracheuses oniriques, 1984
5. Pour les beaux yeux de la princesse, 1986

### Albums
1. La Terre de la bombe, 1979  (ISBN 272340126X)
2. Des mutants dans l’étang, 1981  (ISBN 2723402169)
3. Les Sortilèges de Perp, 1982  (ISBN 2723403343)
4. Les Cracheuses oniriques, 1984  (ISBN 2723404633)
5. Pour les beaux yeux de la princesse, 1986  (ISBN 272340658X)

### Éditeurs
- Glénat : tomes 1 à 5 (première édition des tomes 1 à 5)